# Nzérékoré
Nzérékoré (psáno také N'Zérékoré) je město v jihovýchodní Guineji a správní sídlo stejnojmenného regionu. Žije v něm přibližně 280 tisíc obyvatel a je druhým největším městem v zemi. Leží v zalesněné vrchovině Nimba a má tropické savanové podnebí, protéká jím řeka Tilé. Město je sídlem římskokatolické diecéze s katedrálou Neposkvrněného srdce Panny Marie.
Nzérékoré je centrem obchodu a dřevozpracujícího a potravinářského průmyslu. V okolí se pěstuje maniok jedlý, rýže setá, kukuřice setá, kolovník zašpičatělý, palma olejná a kávovník. Významné je také místní stříbrotepectví. V regionu se nacházejí zásoby železné rudy.
Vzhledem k poloze města zde hledalo útočiště před občanskými válkami mnoho obyvatel Pobřeží slonoviny, Libérie a Sierry Leone, což vedlo k nárůstu počtu obyvatel na dvojnásobek. V červenci 2013 zde došlo k bojům mezi křesťany a muslimy, které si vyžádaly 54 obětí na životech a ve městě muselo být vyhlášeno stanné právo.